# České malířky a sochařky v Paříži

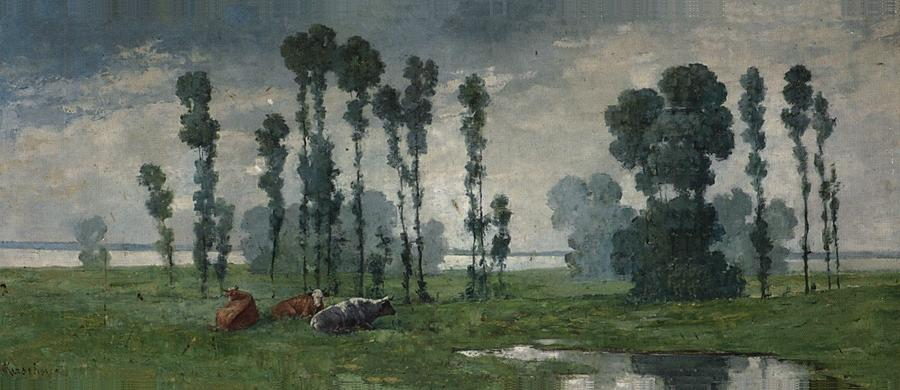
Marie Kirschnerová: Krajina s řekou

České malířky a sochařky po studiích v uměleckých školách se rozhodly dál studovat, najít si vlastní cestu, vzory a inspiraci v zahraničí. Pro to rozhodnutí byla nejvhodnějším městem Paříž, nejvýznamnější kulturní centrum. Podmínky pro zahraniční studentky tu byly příznivé jak s ubytováním, tak ke studiu, malířky tu také mohly vystavovat s francouzskými skupinami a byly ctěné. Pro studium si mohly vybrat z několika soukromých akademií a významní umělci zakládali i školy nové. Tři české malířky zůstaly v Paříži trvale až do konce života. Zařadily se do významných francouzských skupin a to do skupiny francouzských orientalistů, kam byla přijata Anna Morstadtová, do Bretonovy surrealistické skupiny malířka Toyen, mezi francouzské abstraktní malířky Hella Guthová. Všechny tři byly úspěšné. Další dvě malířky, Zdenka Braunerová a malířka Marie Galimberti Provázková, tvořily v Paříži téměř deset let, Věra Jičínská osm. Ostatní malířky a sochařky tu zůstávaly od jednoho do čtyř let.[zdroj?]
První malířka, která přijela do Paříže, byla Marie Kirschnerová (1852–1931) a to v roce 1873. Zůstala tu tři roky a byla úspěšná. Její dva obrazy byly přijaty do Salonu a obraz Selský dvůr byl navržen na medaili. Za 12 let po ní přijela do Paříže její kamarádka Zdenka.[zdroj?]

## Malířky okouzlené Paříží
Zdenka Braunerová (1858–1934) neztrácela čas a hned po příjezdu se přihlásila do akademie Colarossi, ve které studovali muži a ženy dohromady. Jejím cílem bylo namalovat obrazy pro Salon a pro výstavy v Praze. Pilně malovala, vystavovala se Spolkem malířek a sochařek, od kterých dostala čestné uznání, zařadila se mezi ně a pravidelně se účastnila jejich výstav. V roce 1891 byl její obraz přijat do Salonu. Obrazy, které vytvořila ve Francii, byly v Praze z jejich obrazů nejoblíbenější.[zdroj?]
Božena Jelínková Jirásková (1880–1951) jezdila do Paříže se svým manželem, spisovatelem Hanušem Jelínkem. Žila v jeho stínu stejně jako svého otce. S manželem jela do Paříže v roce 1909–1910, kdy vyučoval na Sorboně a sama chodila do okolí Paříže malovat. Později jezdila do Normandie a jižní Francie a malovala krajiny. Ve 20. letech, zase pobývala v Paříži a podařilo se jí vymanit z vlivu svého učitele Antonína Slavíčka. Významné pro ni bylo, když tu poznala Otokara Kubína a jeho obrazy. Své poetické obrazy více zjednodušovala. Ačkoliv se o ní Jelínek ve svých Pamětech téměř nezmíníl, byla to právě ona, která přiblížila Pražanům krásnou francouzskou krajinu. Tyto obrazy vystavovala v Praze ještě začátkem 40. let.[zdroj?]
Marie Galimberti Provázková (1880–1951) přijela do Paříže se svým manželem malířem v roce 1907. V touze dál se vzdělávat navštěvovala tři akademie, Akademie de la Grande Chaumiére, Akadémie de la Pallette, kterou vedl Fernand Léger, a Akadémie Russe s malířkou a sochařkou Marií Vasiljevnou. Byla ovlivněna především kubismem, ale i expresionismem a fauvismem. Malovala zátiší, krajiny, postavy, nejvíce obdivuhodné jsou její kubizující ženské portréty, dramatické a malované s velkou odvahou a dávkou svobody, vrcholná díla jejího pařížského období. Z Paříže odjela roku 1917.[zdroj?]
Věra Jičínská (1898–1961) přijela do Paříže v roce 1923 společně se sochařkami Mary Durasovou a Martou Jiráskovou, pracovaly spolu a v létě cestovaly i s dalšími přáteli po Francii. Věra Jičínská tu kreslila a motivy přenášela do olejů, pastelů i grafiky. Chodila do školy O. Friesze, F. Légera a A. Lhoty. Zpočátku byla ovlivněna jejich kubismem i neoklasicismem, od poloviny dvacátých let šla vlastní cestou. Malovala akty, portréty, zátiší, Paříž. Vystavovala s pařížskými skupinami. Vdala se tu za spolužáka Prokopa Laichtera a v roce 1931 z Paříže odjela. Malovala i abstraktní obrazy.[zdroj?]

## Sochařky s kratším pobytem v Paříži

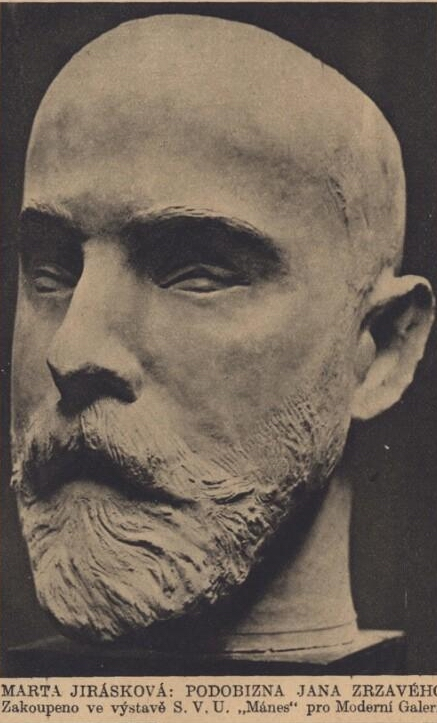
Marta Jirásková: Portrét Jana Zrzavého, Pestrý týden, 1929

Mary Durasová (1898–1982) patřila spolu s Martou Jiráskovou a Hanou Wichterlovou k prvním žačkám Štursova ateliéru. Byla představitelkou neoklasicismu a věnovala se ženám. Její sochy byly harmonické, poetické a měly vzlet. Žila tu s malířem Maxem Kopffem, který ji na obraze namaloval při práci v ateliéru. V Paříži se účastnila výstav Nezávislých a Podzimního salonu.[zdroj?]
Marta Jirásková (1880–1969) tvořila v Paříži od 1923 do 1925 a studovala ve škole Grande Chaumiere. Chodila i na přednášky Františka Kupky. V roce 1924 ve společném ateliéru s Věrou Jičínskou vytvořila její portrét. Vynikla oduchovnělým portrétem svého přítele Jana Zrzavého.
Hana Wichterlová (1903–1990) žila v Paříži od roku 1926 do roku 1930 a místo studií na akademiích chodila do muzeí, galerií a tak záhy pochopila moderní umění.Jejími vzory se stali sochaři Moor, Arp a Brancusi. Hloubavá sochařka navštěvovala přednášky Františka Kupky a přijala meditativnost indické filosofie. Promýšlela ale především vnitřní i vnější zákonitosti sochy. Hodně experimentovala a za pobytu v Paříži vznikly dvě její významné sochy Torso se džbánem a Pomeranč, kde promýšlela s předstihem podobu moderního evropského sochařství. Tyto sochy jí umožnily stát se členkou Mánesa. Brzy vznikla její nejvýznamnější socha Pupen, vyjadřující její harmonii s přírodou.[zdroj?]
Anna Mahlerová (1904–1998), dcera skladatele Gustava Mahlera, dlouho studovala malířství. Dva roky v Paříži 1927 a 1928 tato studia zakončily. Objevila v sobě talent pro sochařství, talent mimořádný a ani tesání do kamene nebylo pro ni problémem. Brzy dostala nejvyšší ocenění v Paříži.[zdroj?]

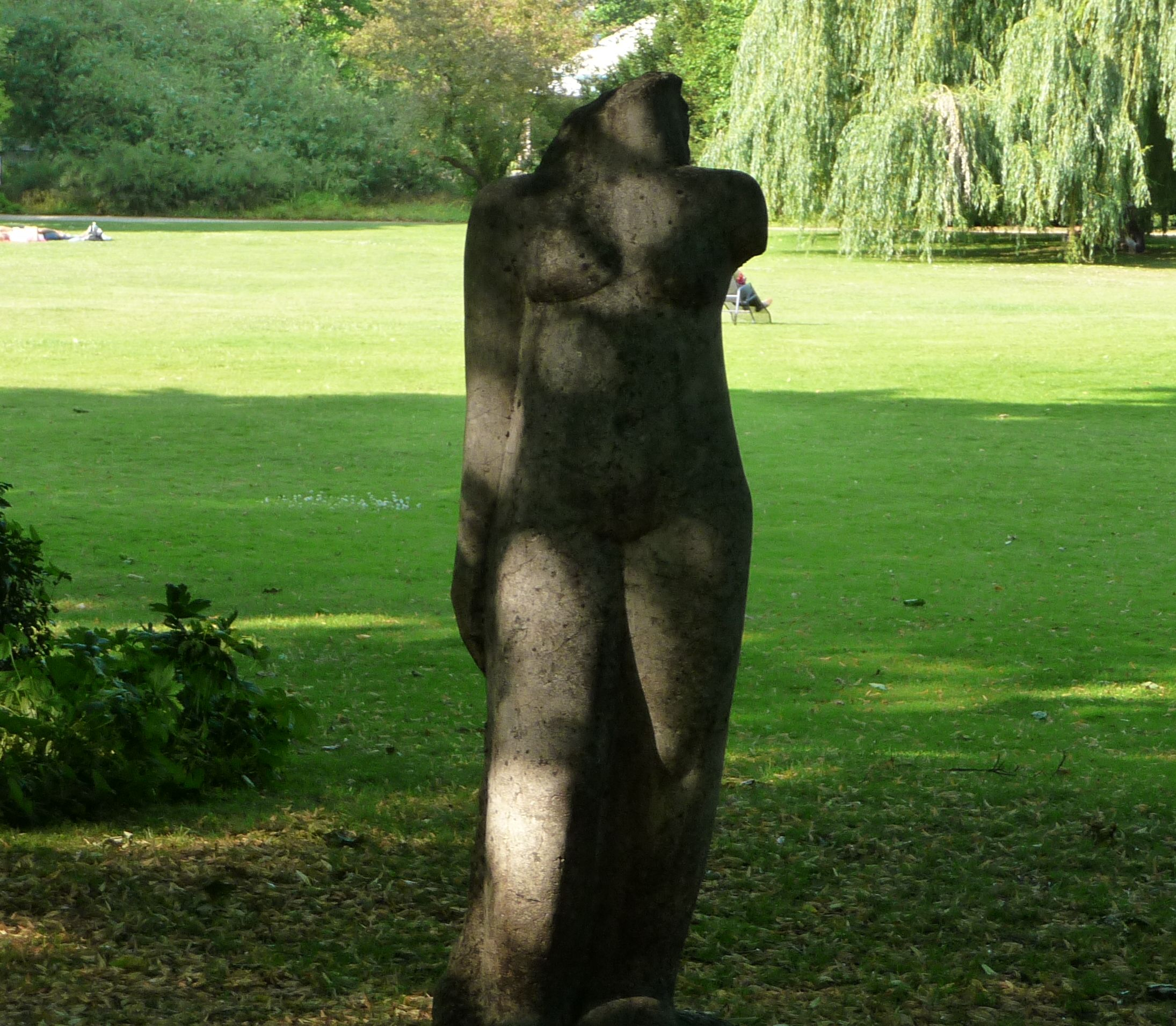
Anna Mahlerová: Torzo

## Umělkyně oceněné na výstavách v Paříži
- Marie Fischerová Kvěchová zlatá medaile 1925
- Marie Teinitzerová zlatá medaile 1925
- Hella Guthová stříbrná medaile 1958
- Marta Jirásková Grand Prix 1937
- Mary Durasová zlatá medaile 1937
- Anna Mahlerová Grand Prix 1937

Tyto malířky a sochařky studovaly v Paříži. Rychle se orientovaly v moderním umění v tomto městě a brzy si našly svůj vlastní výtvarný styl. Věra Jičínská brzy po příjezdu z Paříže malovala i abstraktní obrazy, Hana Wichterlová vytvořila jedno z nejoriginálnějších sochařských děl Pupen (1932), později Lusk, které byly pochopeny až o třicet let později.[zdroj?]